# Cálculo com múltiplas variáveis
Cálculo com múltiplas variáveis (também conhecido como cálculo multivariável) é a extensão do cálculo em uma variável ao cálculo em diversas variáveis: as funções as quais são diferenciáveis e integráveis envolvem várias variáveis ao invés de uma única variável.
Não é mais que a extensão do cálculo infinitesimal a funções escalares e vetoriais de várias variáveis, com tudo o que esta generalização implica.

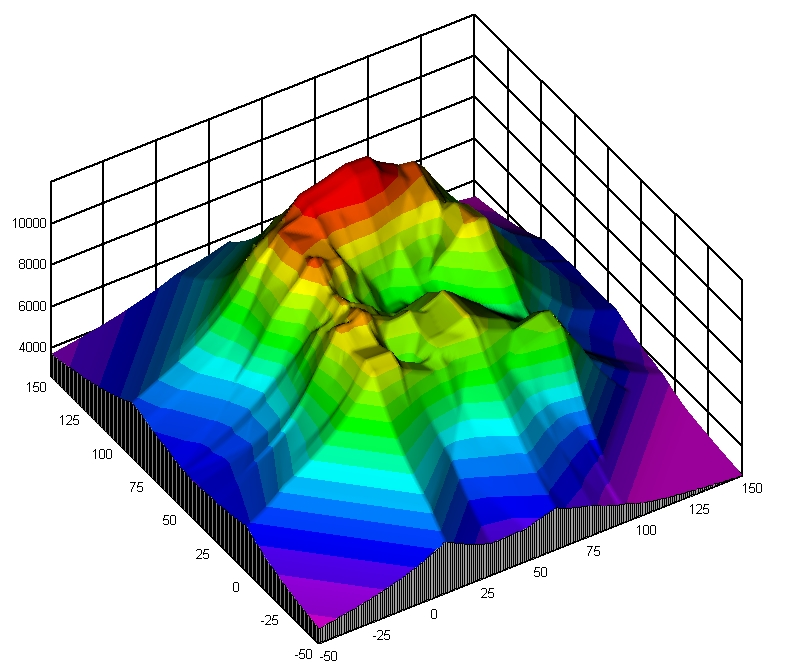
Campo escalar com duas variáveis.

## Cálculo diferencial em campos escalares e vetoriais

### Funções de Rnem Rm. Campos escalares e vetoriais
Formulando as definições para campos vetoriais, estas também sendo válidas para campos escalares. Seja
{\displaystyle \mathbf {f} :V\longrightarrow W}
um campo vetorial que faz corresponder a todo ponto P definido biunivocamente por sua vetor posição um vetor {\displaystyle \mathbf {f} {\big (}\mathbf {OP} {\big )}} onde o ponto O é a origem de coordenadas.
{\displaystyle V\subseteq \mathbb {R} ^{n},W\subseteq \mathbb {R} ^{m},} com {\displaystyle n>1} e {\displaystyle m\geqslant 1}. Quando {\displaystyle m=1} temos um campo escalar. Para {\displaystyle m>1} temos um campo vetorial. Utiliza-se a norma euclidiana para encontrar a magnitude dos vetores.

### Limites e continuidade
Sejam {\displaystyle \mathbf {a} \in \mathbb {R} ^{n}} e {\displaystyle \mathbf {b} \in \mathbb {R} ^{m}.} Escrevemos:

{\displaystyle \lim _{\mathbf {x} \to \mathbf {a} }\mathbf {f} {\big (}\mathbf {x} {\big )}=\mathbf {b} },

ou ainda,

{\displaystyle \mathbf {f} (\mathbf {x} )\rightarrow \mathbf {b} } cuando {\displaystyle \mathbf {x} \rightarrow \mathbf {a} }

para expressar o seguinte:
{\displaystyle \lim _{{\big \|}\mathbf {x-a} {\big \|}\to 0}{\big \|}\mathbf {f} {\big (}\mathbf {x} {\big )}-\mathbf {b} {\big \|}=0}
onde {\displaystyle {\big \|}\mathbf {x} {\big \|}} é a norma euclideana de {\displaystyle \mathbf {x} }.
Expresando-o em função das componentes de {\displaystyle \mathbf {x} ={\big (}x_{1},\ldots ,x_{n}{\big )},\mathbf {a} ={\big (}a_{1},\ldots ,a_{n}{\big )},}
{\displaystyle \lim _{{\big (}x_{1},\ldots ,x_{n}{\big )}\to {\big (}a_{1},\ldots ,a_{n}{\big )}}\mathbf {f} {\big (}x_{1},\ldots ,x_{n}{\big )}=\mathbf {b} }
ou, de forma equivalente,
{\displaystyle \lim _{\mathbf {x} \to \mathbf {a} }\mathbf {f} {\big (}\mathbf {x} {\big )}=\mathbf {b} }

#### Derivada de um campo escalar em relação a um vetor

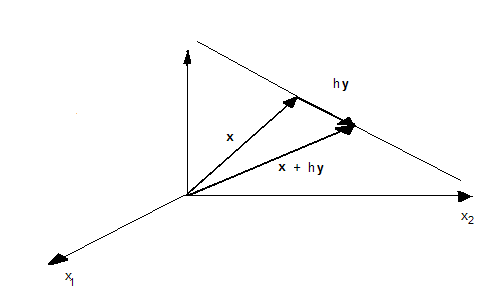

### Derivadas direcionais

#### Derivadas parciais
Se derivamos a expressão anterior em relação a uma segunda variável, {\displaystyle x_{j}}, teremos {\displaystyle {\cfrac {\partial ^{2}f}{\partial x_{j}\partial x_{k}}}}. Na prática, calcularemos {\displaystyle {\cfrac {\partial f}{\partial x_{k}}}} derivando em relação a {\displaystyle x_{k}} e supondo {\displaystyle x_{j},\quad \forall j\neq k} constante.

### A diferencial

#### Definição de campo escalar diferenciável
A equação anterior é a fórmula de Taylor de primeira ordem para {\displaystyle f{\big (}\mathbf {a} +\mathbf {v} {\big )}}.

#### Diferencial de um campo vetorial
Expressando {\displaystyle \mathbf {f'} {\big (}\mathbf {x} ;\mathbf {y} {\big )}} em função de seus componentes, temos {\displaystyle \mathbf {f'} {\big (}\mathbf {x} ;\mathbf {y} {\big )}={\Big [}f'_{1}{\big (}\mathbf {x} ;\mathbf {y} {\big )},\ldots ,f'_{m}{\big (}\mathbf {x} ;\mathbf {y} {\big )}{\Big ]}}
Esta é a fórmula de Taylor de primeira ordem para {\displaystyle \mathbf {f} .\quad \mathbf {f} _{L}{\big (}\mathbf {v} {\big )}=\mathbf {f} '{\big (}\mathbf {x} ;\mathbf {v} {\big )}}.
A matriz de {\displaystyle \mathbf {f} '} é sua matriz jacobiana.

#### Diferenciabilidade implica continuidade
Se deduze facilmente da fórmula de Taylor de primeira ordem já vista.

## Aplicações do cálculo diferencial

### Cálculo de máximos, mínimos e "pontos de sela" para campos escalares

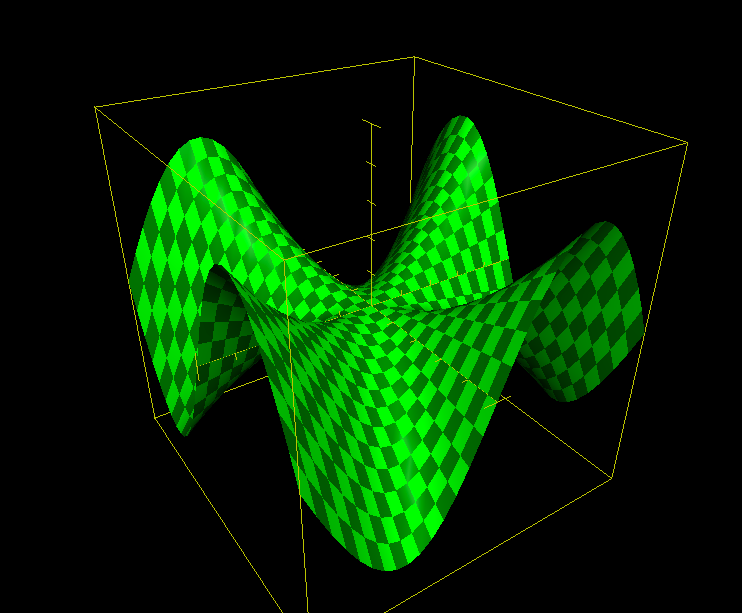
Função com um ponto de sela.

Para saber se é um dos casos anteriores:
1. Obtemos {\displaystyle \mathbf {x} {\Big |}{\cfrac {\partial f}{\partial x_{k}}}=0\qquad \forall k{\Big |}1\leqslant k\leqslant n}
2. Obtemos a matriz hessiana de f. Seja esta {\displaystyle \mathbf {F} {\big (}\mathbf {x} {\big )}}.
  1. {\displaystyle \mathbf {F} {\big (}\mathbf {x} {\big )}} é definida positiva {\displaystyle \Rightarrow f} tem um mínimo local (mínimo relativo) em {\displaystyle \mathbf {x} }.
  2. {\displaystyle \mathbf {F} {\big (}\mathbf {x} {\big )}} é definida negativa {\displaystyle \Rightarrow f} tem um máximo local (máximo relativo) em {\displaystyle \mathbf {x} }.
  3. {\displaystyle \mathbf {F} {\big (}\mathbf {x} {\big )}} é indefinida {\displaystyle \Rightarrow f} tem um ponto de sela em {\displaystyle \mathbf {x} }.

No exposto anteriormente, supomos que {\displaystyle {\cfrac {\partial ^{2}f}{\partial x_{i}\partial x_{j}}}} é contínua {\displaystyle \forall i,j{\big |}1\leqslant i\leqslant n,1\leqslant j\leqslant n}